# 嵇承志
嵇承志（18世纪？—1805年），字授侯，号蕙圃，清朝江苏江宁（今南京市）人,大学士嵇璜之子。
嵇承志中举人。乾隆、嘉庆年间，历任长芦盐运使，河东河道总督，大理寺少卿。先后参与海河、永定河、黄河封丘衡家楼等治理工程。后升任顺天府尹。